# 1407
Il 1407 (MCDVII in numeri romani) è un anno  del XV secolo.

## Eventi
- In Irlanda il Duca di Kildare si ribella alla corona inglese schierandosi con Lambert Simnel, proclamandolo Re d'Inghilterra dopo aver occupato Dublino con truppe proprie ed alleati della Borgogna.
- Fotius viene nominato Metropolita di Kiev e di Vladimir dal Patriarca di Costantinopoli.
- 23 luglio - A Genova nasce il Banco di San Giorgio, la prima banca pubblica.
- 23 novembre - A Parigi avviene l'Assassinio di Luigi I d'Orléans da parte suo cugino Giovanni I di Borgogna.

## Nati
- 15 marzo - Giacomo I di Baden, sovrano tedesco († 1453)
- 18 agosto - Alain de Coëtivy, vescovo cattolico e cardinale francese († 1474)
- 27 agosto - Ashikaga Yoshikazu, militare giapponese († 1425)
- 21 settembre - Leonello d'Este, marchese († 1450)
- Giovanni Sforza, condottiero italiano († 1451)
- Vittoria Colonna Malatesta, nobile italiana († 1464)
- Eleonora di Borbone-La Marche, nobile
- Giacomo da Ulma, beato tedesco († 1491)
- Elisabetta Malatesta, nobildonna italiana († 1477)
- Guidantonio Manfredi, nobile italiano († 1448)
- Alessandro Oliva, cardinale e arcivescovo cattolico italiano († 1463)
- Demetrio Paleologo, bizantino († 1470)
- Selçuk Hatun, principessa ottomana († 1485)
- Lorenzo Valla, umanista, filologo classico e scrittore italiano († 1457)
- Margherita, bastarda di Francia, nobildonna francese († 1458)
- Maffeo Vegio, umanista italiano († 1458)
- Carlo II d'Albret, militare e politico francese († 1471)
- Agnese di Borgogna, duchessa († 1476)

## Morti
- 9 febbraio - Guglielmo I di Meißen, nobile tedesco (n. 1343)
- 17 febbraio - Andrea Matteo I Acquaviva, nobile italiano
- 18 febbraio - Guillaume VI de Vienne, arcivescovo cattolico francese
- 7 marzo - Francesco I Gonzaga, condottiero italiano (n. 1366)
- 17 marzo - Leonardo Rossi, cardinale e francescano italiano
- 30 marzo - Konrad von Jungingen, militare e nobile tedesco
- 23 aprile - Olivier V de Clisson, generale francese (n. 1336)
- 24 giugno - Teodoro I Paleologo, sovrano bizantino
- 15 agosto - Robert Knolles, cavaliere medievale britannico
- 14 settembre - Jurij di Smolensk, sovrano russo (n. 1355)
- 23 novembre - Luigi I di Valois-Orléans, cavaliere medievale francese (n. 1372)
- Antonio Aceti, politico italiano
- Andronico V Paleologo, imperatore bizantino (n. 1400)
- Gilles de Bellemère, vescovo cattolico francese (n. 1342)
- Chen Zuyi, pirata cinese
- Eudocia di Mosca, principessa russa
- Giovanna d'Aragona, nobildonna (n. 1375)
- Pedro López de Ayala, poeta e scrittore spagnolo (n. 1332)
- Mariano V d'Arborea
- Lodovico Morosini, vescovo cattolico italiano
- Balzarino Pusterla, nobile e militare italiano
- Quaquapitzahuac, sovrano azteco
- Ranieri II di Monaco, monegasco
- Shadi Bek, condottiero mongolo
- Guillaume de Vergy, cardinale e arcivescovo cattolico francese
- Filippo Villani, scrittore e storico italiano (n. 1325)

## Calendario
| Calendario 1407 | Calendario 1407 | Calendario 1407 | Calendario 1407 | Calendario 1407 | Calendario 1407 | Calendario 1407 | Calendario 1407 | Calendario 1407 | Calendario 1407 | Calendario 1407 | Calendario 1407 | Calendario 1407 | Calendario 1407 | Calendario 1407 | Calendario 1407 | Calendario 1407 | Calendario 1407 | Calendario 1407 | Calendario 1407 | Calendario 1407 | Calendario 1407 | Calendario 1407 | Calendario 1407 | Calendario 1407 | Calendario 1407 | Calendario 1407 | Calendario 1407 | Calendario 1407 | Calendario 1407 | Calendario 1407 | Calendario 1407 | Calendario 1407 |
| --------------- | --------------- | --------------- | --------------- | --------------- | --------------- | --------------- | --------------- | --------------- | --------------- | --------------- | --------------- | --------------- | --------------- | --------------- | --------------- | --------------- | --------------- | --------------- | --------------- | --------------- | --------------- | --------------- | --------------- | --------------- | --------------- | --------------- | --------------- | --------------- | --------------- | --------------- | --------------- | --------------- |
|                 | 1               | 2               | 3               | 4               | 5               | 6               | 7               | 8               | 9               | 10              | 11              | 12              | 13              | 14              | 15              | 16              | 17              | 18              | 19              | 20              | 21              | 22              | 23              | 24              | 25              | 26              | 27              | 28              | 29              | 30              | 31              |                 |
| Gennaio         | Sa              | Do              | Lu              | Ma              | Me              | Gi              | Ve              | Sa              | Do              | Lu              | Ma              | Me              | Gi              | Ve              | Sa              | Do              | Lu              | Ma              | Me              | Gi              | Ve              | Sa              | Do              | Lu              | Ma              | Me              | Gi              | Ve              | Sa              | Do              | Lu              |                 |
| Febbraio        | Ma              | Me              | Gi              | Ve              | Sa              | Do              | Lu              | Ma              | Me              | Gi              | Ve              | Sa              | Do              | Lu              | Ma              | Me              | Gi              | Ve              | Sa              | Do              | Lu              | Ma              | Me              | Gi              | Ve              | Sa              | Do              | Lu              |                 |                 |                 |                 |
| Marzo           | Ma              | Me              | Gi              | Ve              | Sa              | Do              | Lu              | Ma              | Me              | Gi              | Ve              | Sa              | Do              | Lu              | Ma              | Me              | Gi              | Ve              | Sa              | Do              | Lu              | Ma              | Me              | Gi              | Ve              | Sa              | Do              | Lu              | Ma              | Me              | Gi              |                 |
| Aprile          | Ve              | Sa              | Do              | Lu              | Ma              | Me              | Gi              | Ve              | Sa              | Do              | Lu              | Ma              | Me              | Gi              | Ve              | Sa              | Do              | Lu              | Ma              | Me              | Gi              | Ve              | Sa              | Do              | Lu              | Ma              | Me              | Gi              | Ve              | Sa              |                 |                 |
| Maggio          | Do              | Lu              | Ma              | Me              | Gi              | Ve              | Sa              | Do              | Lu              | Ma              | Me              | Gi              | Ve              | Sa              | Do              | Lu              | Ma              | Me              | Gi              | Ve              | Sa              | Do              | Lu              | Ma              | Me              | Gi              | Ve              | Sa              | Do              | Lu              | Ma              |                 |
| Giugno          | Me              | Gi              | Ve              | Sa              | Do              | Lu              | Ma              | Me              | Gi              | Ve              | Sa              | Do              | Lu              | Ma              | Me              | Gi              | Ve              | Sa              | Do              | Lu              | Ma              | Me              | Gi              | Ve              | Sa              | Do              | Lu              | Ma              | Me              | Gi              |                 |                 |
| Luglio          | Ve              | Sa              | Do              | Lu              | Ma              | Me              | Gi              | Ve              | Sa              | Do              | Lu              | Ma              | Me              | Gi              | Ve              | Sa              | Do              | Lu              | Ma              | Me              | Gi              | Ve              | Sa              | Do              | Lu              | Ma              | Me              | Gi              | Ve              | Sa              | Do              |                 |
| Agosto          | Lu              | Ma              | Me              | Gi              | Ve              | Sa              | Do              | Lu              | Ma              | Me              | Gi              | Ve              | Sa              | Do              | Lu              | Ma              | Me              | Gi              | Ve              | Sa              | Do              | Lu              | Ma              | Me              | Gi              | Ve              | Sa              | Do              | Lu              | Ma              | Me              |                 |
| Settembre       | Gi              | Ve              | Sa              | Do              | Lu              | Ma              | Me              | Gi              | Ve              | Sa              | Do              | Lu              | Ma              | Me              | Gi              | Ve              | Sa              | Do              | Lu              | Ma              | Me              | Gi              | Ve              | Sa              | Do              | Lu              | Ma              | Me              | Gi              | Ve              |                 |                 |
| Ottobre         | Sa              | Do              | Lu              | Ma              | Me              | Gi              | Ve              | Sa              | Do              | Lu              | Ma              | Me              | Gi              | Ve              | Sa              | Do              | Lu              | Ma              | Me              | Gi              | Ve              | Sa              | Do              | Lu              | Ma              | Me              | Gi              | Ve              | Sa              | Do              | Lu              |                 |
| Novembre        | Ma              | Me              | Gi              | Ve              | Sa              | Do              | Lu              | Ma              | Me              | Gi              | Ve              | Sa              | Do              | Lu              | Ma              | Me              | Gi              | Ve              | Sa              | Do              | Lu              | Ma              | Me              | Gi              | Ve              | Sa              | Do              | Lu              | Ma              | Me              |                 |                 |
| Dicembre        | Gi              | Ve              | Sa              | Do              | Lu              | Ma              | Me              | Gi              | Ve              | Sa              | Do              | Lu              | Ma              | Me              | Gi              | Ve              | Sa              | Do              | Lu              | Ma              | Me              | Gi              | Ve              | Sa              | Do              | Lu              | Ma              | Me              | Gi              | Ve              | Sa              |                 |